# Ulrich Brunner
Ulrich Brunner (* 12. Juli 1938 in Wien) ist ein österreichischer Journalist.

## Leben
Brunner, der aus einfachen Verhältnissen stammt, absolvierte die Pflichtschule, wurde Schriftsetzer und legte im zweiten Bildungsweg via Arbeitermittelschule 1961 die Matura ab. In der Folge studierte er als Werkstudent Rechtswissenschaften an der Universität Wien, musste aber nach Ablegung der Ersten Staatsprüfung aus familiären Gründen sein Studium aufgeben. Beruflich war Brunner als Korrektor in der Arbeiter-Zeitung tätig und wechselte dann ins journalistische Fach. 1967–70 war er Reporter bei dem Wiener sozialdemokratischen Boulevardblatt Neue Zeitung, 1970 bis 1975 innenpolitischer Redakteur bei der Arbeiter-Zeitung.
Brunner wechselte 1975 als Redakteur zum Aktuellen Dienst des ORF und war von 1979 bis 1984 als dessen Leiter tätig. 1984 wechselte er als Chefredakteur in den Hörfunk. Ab 1990 bis zu seiner Pensionierung war Brunner Intendant des ORF-Landesstudios Burgenland. Ein Gastkommentar Brunners zum Ausgang der Wiener Gemeinderatswahlen vom Oktober 2010, in dem er im Sinne einer Verhinderung von Popularitätsgewinnen der FPÖ für eine restriktivere Zuwanderungspolitik und ein Ende der „Multi-Kulti-Illusionen“ eintrat, wurde kontrovers diskutiert durch Ingrid Thurner und Michael Amon.

## Die legendäre Debatte mit Kreisky
Brunner behielt sich auch als Leiter des aktuellen Dienstes vor, die Interviews mit Bundeskanzler Bruno Kreisky zu führen. Dabei erregte er am 24. Februar 1981 den Unwillen des Kanzlers.
Die ÖVP hatte den damaligen Bundespräsidenten Rudolf Kirchschläger in einer tagespolitischen Frage als Autorität konsultiert, was Kreisky mit einem Hinweis auf die 1930er Jahre vehement abgelehnt hatte.
Als Brunner, ein loyaler Sozialdemokrat, gegen diesen etwas kühnen Vergleich Bedenken anmeldete, wurde er von Kreisky mit den Worten: „Lernen S' a bisserl Geschichte, Herr Reporter!“ gemaßregelt. Der Satz wurde zum verselbständigten Zitat.

## Publikationen (Auswahl)
- Lernen S' Geschichte, Herr Reporter! Bruno Kreisky – Episoden einer Ära, Ecowin, Elsbethen 2020, ISBN 978-3-7110-0263-1.